# ビデオユニテ
ビデオユニテは、テレビ番組の製作を行う制作プロダクション。大阪市北区に本社がある。1990年に設立。

## 概要
在阪放送局の情報番組制作、ニュース番組やドキュメンタリー番組の編集作業を主とする制作プロダクションである。元々は編集マンのみで構成されていたが、制作ディレクターも在籍。また作業の効率化を図るため、テロッパーも常時駐在。取材からオフライン編集、オンライン編集の作業を一連で担っている。
東京都港区赤坂に東京編集部「UNITE TOKYO」を開設。
主に毎日放送『ちちんぷいぷい』『サタデープラス』『Mint! 』『MBSマンスリーリポート』『情熱大陸』『報道特集』『映像’20』、NHK『ブラタモリ』『アナザーストーリーズ　運命の分岐点』、テレビ東京『未来世紀ジパング』、BS日テレ『厳選!２時間さんぽ道』などに携わる。
また、企業や団体等のVP制作のほか、全国ネットのドキュメンタリー番組『情熱大陸』の演出やプロデュースも行っている。